# Daniel Wyrsch
Daniel Wyrsch (* 18. Mai 1963; heimatberechtigt in Buochs) ist ein Schweizer Politiker (SP).

## Leben
Daniel Wyrsch wuchs in der Ostschweiz auf. Er besuchte später das Gymnasium in Bern und studierte anschliessend an der Universität Bern Mathematik und Pädagogik. Von 1991 bis 2015 arbeitete er an der Gewerblich Industriellen Berufsschule Bern. Er war Lehrer und Leiter des Fachbereichs Mathematik sowie Mitglied der kantonalen Fachkommission Mathematik. Ab 1996 war Wyrsch zudem Administrator und Stellvertreter des Schulvorstands. Seit 2016 arbeitet Wyrsch als Geschäftsführer des Bernischen Staatspersonalverbandes BSPV. Wyrsch ist verheiratet, hat vier erwachsene Kinder und lebt in Jegenstorf.

## Politik
Wyrsch trat 1992 der Sozialdemokratischen Partei bei. 1993 wurde er als Quereinsteiger zum Gemeinderat und Vizepräsidenten des Gemeinderats (Exekutive) von Jegenstorf gewählt und übernahm das Ressort Volkswirtschaft, Umwelt, Verkehr und Ortspolizei. 2001 wurde er zum Gemeindepräsidenten gewählt, konnte aber bei den Wahlen 2005 aufgrund einer Amtszeitbeschränkung nicht wieder antreten. 2009 und anschliessend 2013 wurde Wyrsch erneut zum Gemeindepräsidenten von Jegenstorf gewählt. In diese zweite Präsidialzeit von Wyrsch fiel unter anderem die Projektleitung bei der Gemeindefusion von Jegenstorf mit Münchringen und Scheunen, welche von den drei Gemeinden 2013 an der Urne angenommen wurde. Ende 2015 trat er aufgrund der Übernahme der Geschäftsleitung des BSPV vom Amt des Gemeindepräsidenten zurück,  Seit 2016 ist er Mitglied der Finanzkommission der Gemeinde Jegenstorf.
2014 wurde Wyrsch in den Grossen Rat des Kantons Bern gewählt. Bei den Wahlen 2018 wurde er wiedergewählt und gehörte dem Grossen Rat bis 2022 an. Er war von 2014 bis 2016 Mitglied der Justizkommission und ab 2017 Mitglied der Finanzkommission.
Wyrsch ist seit 1993 Vorstandsmitglied der SP Jegenstorf und war von 1999 bis 2003 Präsident des Amtsverbandes und kantonaler Delegierter. Er präsidiert seit 2018 den Anlageausschuss in der Verwaltungskommission der Bernischen Pensionskasse BPK und ist Stiftungsrat der Stiftung Schloss Jegenstorf.